# Kimi no Shiranai Monogatari
Singles de supercell
sayonara memories
(2010)
Kimi no Shiranai Monogatari (君の知らない物語, litt. L'histoire que tu ne connais pas) aussi abrégé en KnSM, est un single de J-pop et une chanson du même single produit par le groupe supercell, sorti le 12 août 2009 sous le label Sony Music.
La chanson Kimi no Shiranai Monogatari (君の知らない物語) est l'ending de l'anime Bakemonogatari et la chanson de la face B LOVE&ROLL est l'ending du film anime Cencoroll. Une PV a été créée pour la chanson Kimi no Shiranai Monogatari (君の知らない物語), produite par Hirohisa Sasaki. La chanson parle d'un amour non partagé.
Ce single est le premier du groupe où la chanteuse n'est pas Hatsune Miku. Il s'agit de Nagi Yanagi, qui avait posté sur Nico Nico Douga des reprises des chansons de supercell sous le pseudonyme Gazelle.
Le single a atteint la 5e place du top Oricon, et a reçu en février 2010 un disque d'or par la Recording Industry Association of Japan, pour avoir vendu plus de 100 000 singles en un an.

## Contexte
Durant la réalisation de l'anime Bakemonogatari, le studio Shaft a demandé à supercell de composer ce qui sera le futur ending, c'est-à-dire Kimi no Shiranai Monogatari (君の知らない物語). Il avait déjà été décidé que le 1er album de supercell, nommé supercell, sortirait en major le 2 mars 2009 ; la chanteuse est Hatsune Miku,.
Contrairement au 1er album, la chanteuse est Nagi Yanagi,. Elle a été choisie par ryo, qui était fan de sa voix avant même de mettre sur Nico Nico Douga ses chansons. Très rapidement après avoir mis en ligne sa 1re chanson Melt (メルト, Meruto) le 7 décembre 2007, Nagi Yanagi a mis en ligne une reprise de Melt (メルト, Meruto). Nagi Yanagi est elle-même une fan des chansons de ryo, et elle l'a contacté pour parler d'une éventuelle collaboration,.
Après avoir demandé à Nagi Yanagi d'être la chanteuse pour Kimi no Shiranai Monogatari (君の知らない物語), supercell décida qu'elle serait leur chanteuse pour leur deuxième album Today Is A Beautiful Day, sorti le 16 mars 2011.

## Composition
KnSM est une chanson de J-pop dont l'instrumentation est composée d'une guitare électrique, d'une guitare basse, d'une batterie, et d'un piano. Selon la partition publiée par Yamaha, la chanson a un tempo presto de 165 pulsations par minute, et il[pas clair] est dans la tonalité de la majeur tout au long de la chanson. L'introduction commence avec Nagi Yanagi qui chante accompagnée seulement par le piano, le pont arrive par la guitare et la batterie, il sert de transition pour passer au premier couplet. Un autre pont est utilisé entre le premier et second couplet, les deux utilisent la même musique mais les paroles sont différentes. Un break arrive après le 3e couplet, suivi du 4e couplet. Après un court outro, une coda instrumentale est utilisée pour finir la chanson.
Quand ryo a écrit les paroles, il n'a pas voulu copier le ton ou le style original des light novels de Bakemonogatari, car il sentait que l'auteur NisiOisiN serait plus content avec une chanson plus originale. ryo a donc écrit une histoire différente après avoir emprunté le cadre général des light novels. Les paroles parlent d'une fille qui n'a pas pu déclarer ses sentiments à l'homme qu'elle aimait.
L'illustration de la cover est faite par shirow miwa. Elle représente le Triangle d’été dans un ciel étoilé. Il y a une référence au Triangle d'été dans le second couplet, et le thème de l'observation des étoiles est présent à travers la chanson.
La direction artistique et le design ont été confiés à Yoshiki Usa. Avant de faire le design de la jaquette, ryo a fait écouter la chanson à shirow miwa et Yoshiki Usa, et leur a décrit une image en deux-trois mots, mais leur a tout de même laissé une totale liberté pour le design de l'artwork.
La chanson LOVE&ROLL parle d'un couple qui se trouve dans une boîte de nuit. La fille tente de séduire le garçon qui est un peu maladroit. Lors d'une interview, ryo a expliqué que l'histoire parle « d'un couple qui est en boîte de nuit où la fille ne peut pas être totalement honnête et le garçon un peu maladroit »,, LOVE&ROLL est une chanson unique de supercell de par son histoire, contrairement à KnSM ou sayonara memories il ne s'agit pas d'un amour perdu ou non avoué.

## Sortie et réception
Kimi no Shiranai Monogatari (君の知らない物語) est sorti en deux éditions, une normale et une édition limitée,. L'édition limitée contient un DVD avec la PV et le spot publicitaire de KnSM, et des autocollants des personnages de Bakemonogatari illustrés par redjuice de supercell. Le single a atteint la 5e place du top Oricon, en étant vendu à plus de 30 000 exemplaires lors de la première semaine. Il est resté dans le top 10 durant 66 semaines en étant à la 6e place. KnSM a aussi fait ses débuts et a atteint la 9e place du Billboard Japan Hot 100.
En février 2010 KnSM a reçu un disque d'or de la Recording Industry Association of Japan, pour avoir vendu plus de 100 000 singles en un an, et a aussi reçu un Disque d'Or par la RIAJ le même mois pour avoir vendu plus de 100 000 copies en un an.

## PV
La PV a été tournée à Chōshi. La Station Tokawa de la ligne de train de Chōshi et le phare de Inubōsaki peuvent y être aperçus. Le clip est réalisé par Hirohisa Sasaki et ne montre aucun membre du groupe supercell, de même pour Nagi Yanagi. Le clip montre les acteurs Marika Fukunaga, Shuto Tanabe et Naho Kitade, qui sont membres d'un club d'astronomie au lycée avec 5 autres membres. Fukunaga, Tanabe et Kitade sont dans un triangle amoureux, où Fukunaga aime mais ne déclare pas ses sentiments à Tanabe, qui lui-même a une relation avec Kitade. Le temps passe à travers la vidéo jusqu'aux vacances d'été. Avant de partir à Tokyo, Tanabe donne son adresse, écrite sur un bâtonnet de glace, à Fukunaga. Puis il part à la station de train avec Kitade, rompt sa relation avec elle et pense à une possible relation avec Fukunaga. Beaucoup de temps s'est écoulé, et on voit Fukunaga jeter le bâtonnet de glace à l'océan, après s'être rappelée le temps qu'elle a passé avec Tanabe. Le clip se termine avec un flashback montrant Fukunaga, Tanabe et Kitade contemplant joyeusement le Triangle d'été au phare de Inubōsaki. Le Triangle d'été apparaît deux fois en référence au second couplet de la chanson.

## Pistes du single
Toutes les chansons sont écrites et composées par ryo.
| No | Titre                                                                        | Durée |
| -- | ---------------------------------------------------------------------------- | ----- |
| 1. | Kimi no Shiranai Monogatari (君の知らない物語)                               | 5:41  |
| 2. | LOVE & ROLL                                                                  | 4:54  |
| 3. | theme of "CENCOROLL"                                                         | 1:25  |
| 4. | Kimi no Shiranai Monogatari -TV Edit- (君の知らない物語 -TV Edit -)          | 1:33  |
| 5. | Kimi no Shiranai Monogatari -Instrumental- (君の知らない物語 -Instrumental-) | 5:40  |

## Staff
supercell
- ryo – parolier
- Yoshiki Usa – directeur artistique, design
- shirow miwa – illustrations
- redjuice – illustrations

Autres musiciens
- Nagi Yanagi – chanteuse
- Susumu Nishikawa – guitare électrique
- Okiya Okoshi – guitare
- Hiroo Yamaguchi – basse
- Yuichi Takama – basse
- Tom Tamada – batterie
- Shunsuke Watanabe – piano

Production
- Shunsuke Muramatsu – producteur délégué
- Yu Tamura – producteur délégué
- Eiji "Q" Makino – mixeur
- Koji Morimoto – mixeur
- Yuji Chinone – mastering
- Masami Hatta – coordinateur des produits
- Eiichi Maruyama – directeur
- Taishi Fukuyama – directeur du chant
- Madoka Yanagi – A&R

## Charts
| Chart (2009)                   | Position |
| ------------------------------ | -------- |
| Billboard Japan Hot 100        | 9        |
| Oricon Classement hebdomadaire | 5        |